# مرغابی لیسان
مرغابی عینکی یا مرغابی لیسان (نام علمی: Anas laysanensis) نام یک گونه از سرده مرغابی‌ها است.